# 截形地蛤
，是帘蛤目紫云蛤科地蛤属的一种。主要分布于中国大陆、台湾，常栖息在浅海沙底、潮间带至潮下带。